# Ligne Tōbu Tōjō
La ligne Tōbu Tōjō (東武東上線, Tōbu Tōjō-sen) est une des 2 lignes ferroviaires principales de la compagnie privée Tōbu à dans la région de Kantō au Japon. Elle relie la gare d'Ikebukuro à Tokyo à celle de Yorii dans la préfecture de Saitama. C'est une ligne avec un fort trafic de trains de banlieue.
Sur les cartes, la ligne Tōbu Tōjō est de couleur bleue et les stations sont identifiées par les lettres TJ suivies d'un numéro.

## Histoire
La ligne Tōjō a été inaugurée le 1er mai 1914 entre Ikebukuro et Tanomosawa (33,5 km). Elle est alors exploitée par la compagnie Tōjō Railway (東上鉄道, Tōjō Tetsudō). La ligne est ensuite prolongée de 9,2 km en 1916 entre Kawagoemachi (aujourd'hui Kawagoeshi) et Sakadomachi (aujourd'hui Sakado) et la section Kawagoemachi-Tanomosawa est abandonnée.
En 1920, la Tōjō Railway est absorbée par la Tōbu et en 1923, la ligne est prolongée de 13,4 km entre Sakadomachi et Ogawamachi. Enfin en 1925, un dernier tronçon de 10,8 km entre Ogawamachi et Yorii est mis en service.
En 1987, la ligne Yūrakuchō atteint Wakōshi et des services interconnectés sont mis en place.
La gare de Minami-yorii ouvre le 31 octobre 2020, entraînant un décalage dans les numéros des gares situées au nord.

## Caractéristiques

### Ligne
- Longueur : 75,0 km
- Ecartement : 1 067 mm
- Alimentation : 1 500 Vcc par caténaire
- Nombre de voies :
  - Quadruple voie de Wakōshi à Shiki
  - Double voie d'Ikebukuro à Wakōshi et de Shiki à Musashi-Ranzan
  - Voie unique de Musashi-Ranzan à Yorii

### Tracé
|  |

### Interconnexion
La ligne Tōbu Tōjō est interconnectée à Wakōshi avec les lignes Fukutoshin et Yūrakuchō du Tokyo Metro. Les trains de ces deux lignes qui poursuivent leur service sur la ligne Tōbu Tōjō vont jusqu'à Shinrinkōen (jusqu'à Ogawamachi le week-end pour la ligne Fukutoshin).

### Liste des gares
La ligne comporte 39 gares, numérotées de TJ-01 à TJ-39.
| Numéro | Gare              | Nom japonais | Distance (km) | Correspondances                                                                                               | Localisation     | Localisation          |
| ------ | ----------------- | ------------ | ------------- | --- | ---------------- | --------------------- |
| TJ-01  | Ikebukuro         | 池袋         | 0             | JR East : Saikyō, Shōnan-Shinjuku, Yamanote Seibu : Ikebukuro Tokyo Metro : Fukutoshin, Marunouchi, Yūrakuchō | Toshima          | Tokyo                 |
| TJ-02  | Kita-Ikebukuro    | 北池袋       | 1,2           | | Toshima          | Tokyo                 |
| TJ-03  | Shimo-Itabashi    | 下板橋       | 2,0           | | Toshima          | Tokyo                 |
| TJ-04  | Ōyama             | 大山         | 3,0           | | Itabashi         | Tokyo                 |
| TJ-05  | Naka-Itabashi     | 中板橋       | 4,0           | | Itabashi         | Tokyo                 |
| TJ-06  | Tokiwadai         | ときわ台     | 4,7           | | Itabashi         | Tokyo                 |
| TJ-07  | Kami-Itabashi     | 上板橋       | 6,0           | | Itabashi         | Tokyo                 |
| TJ-08  | Tōbu-Nerima       | 東武練馬     | 7,4           | | Itabashi         | Tokyo                 |
| TJ-09  | Shimo-Akatsuka    | 下赤塚       | 8,9           | | Itabashi         | Tokyo                 |
| TJ-10  | Narimasu          | 成増         | 10,4          | | Itabashi         | Tokyo                 |
| TJ-11  | Wakōshi           | 和光市       | 12,5          | Tokyo Metro : Fukutoshin (interconnexion), Yūrakuchō (interconnexion)                                         | Wakō             | Préfecture de Saitama |
| TJ-12  | Asaka             | 朝霞         | 14,0          | | Asaka            | Préfecture de Saitama |
| TJ-13  | Asakadai          | 朝霞台       | 16,4          | JR East : Musashino (à Kita-Asaka)                                                                            | Asaka            | Préfecture de Saitama |
| TJ-14  | Shiki             | 志木         | 17,8          | | Niiza            | Préfecture de Saitama |
| TJ-15  | Yanasegawa        | 柳瀬川       | 19,3          | | Shiki            | Préfecture de Saitama |
| TJ-16  | Mizuhodai         | みずほ台     | 20,6          | | Fujimi           | Préfecture de Saitama |
| TJ-17  | Tsuruse           | 鶴瀬         | 22,0          | | Fujimi           | Préfecture de Saitama |
| TJ-18  | Fujimino          | ふじみ野     | 24,2          | | Fujimi           | Préfecture de Saitama |
| TJ-19  | Kami-Fukuoka      | 上福岡       | 25,9          | | Fujimino         | Préfecture de Saitama |
| TJ-20  | Shingashi         | 新河岸       | 28,3          | | Kawagoe          | Préfecture de Saitama |
| TJ-21  | Kawagoe           | 川越         | 30,5          | JR East : Kawagoe                                                                                             | Kawagoe          | Préfecture de Saitama |
| TJ-22  | Kawagoeshi        | 川越市       | 31,4          | Seibu : Shinjuku (à Hon-Kawagoe)                                                                              | Kawagoe          | Préfecture de Saitama |
| TJ-23  | Kasumigaseki (ja) | 霞ヶ関       | 34,8          | | Kawagoe          | Préfecture de Saitama |
| TJ-24  | Tsurugashima      | 鶴ヶ島       | 37,0          | | Tsurugashima     | Préfecture de Saitama |
| TJ-25  | Wakaba            | 若葉         | 38,9          | | Sakado           | Préfecture de Saitama |
| TJ-26  | Sakado            | 坂戸         | 40,6          | Tōbu : Ogose                                                                                                  | Sakado           | Préfecture de Saitama |
| TJ-27  | Kita-Sakado       | 北坂戸       | 42,7          | | Sakado           | Préfecture de Saitama |
| TJ-28  | Takasaka          | 高坂         | 46,2          | | Higashimatsuyama | Préfecture de Saitama |
| TJ-29  | Higashi-Matsuyama | 東松山       | 49,9          | | Higashimatsuyama | Préfecture de Saitama |
| TJ-30  | Shinrinkōen       | 森林公園     | 52,6          | | Namegawa         | Préfecture de Saitama |
| TJ-31  | Tsukinowa         | つきのわ     | 55,4          | | Namegawa         | Préfecture de Saitama |
| TJ-32  | Musashi-Ranzan    | 武蔵嵐山     | 57,1          | | Ranzan           | Préfecture de Saitama |
| TJ-33  | Ogawamachi        | 小川町       | 64,1          | JR East : Hachikō                                                                                             | Ogawa            | Préfecture de Saitama |
| TJ-34  | Tōbu-Takezawa     | 東武竹沢     | 67,1          | | Ogawa            | Préfecture de Saitama |
| TJ-35  | Minami-yorii      | みなみ寄居   | 68,9          | | Yorii            | Préfecture de Saitama |
| TJ-36  | Obusuma           | 男衾         | 70,8          | | Yorii            | Préfecture de Saitama |
| TJ-37  | Hachigata         | 鉢形         | 73,5          | | Yorii            | Préfecture de Saitama |
| TJ-38  | Tamayodo          | 玉淀         | 74,4          | | Yorii            | Préfecture de Saitama |
| TJ-39  | Yorii             | 寄居         | 75,0          | JR East : Hachikō Chichibu Railway : Chichibu                                                                 | Yorii            | Préfecture de Saitama |

## Matériel roulant
La ligne Tōbu Tōjō est parcourue par les trains des compagnies Tōbu, Tokyo Metro, Tōkyū et Yokohama Minatomirai Railway.

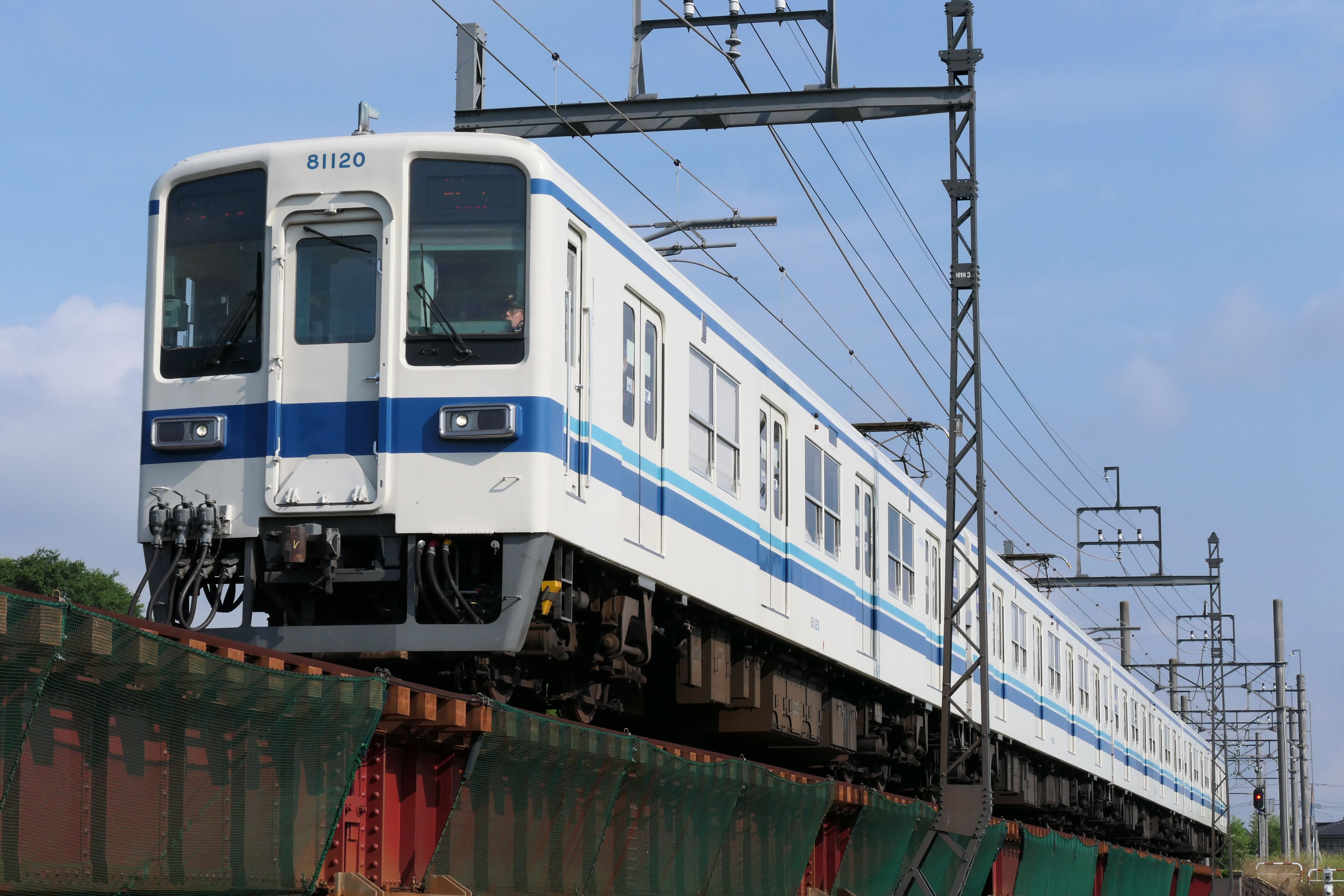
Tōbu série 8000
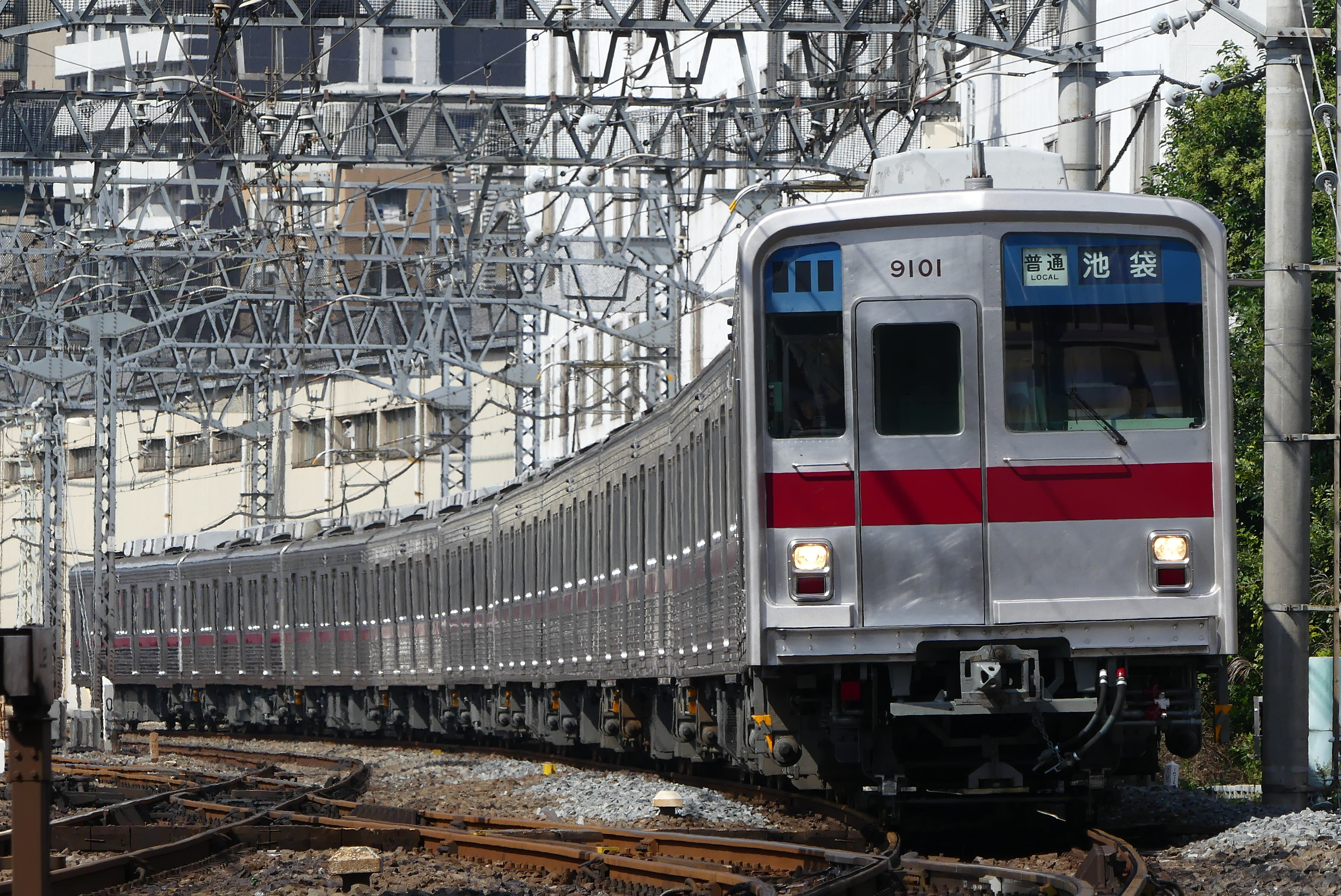
Tōbu série 9000
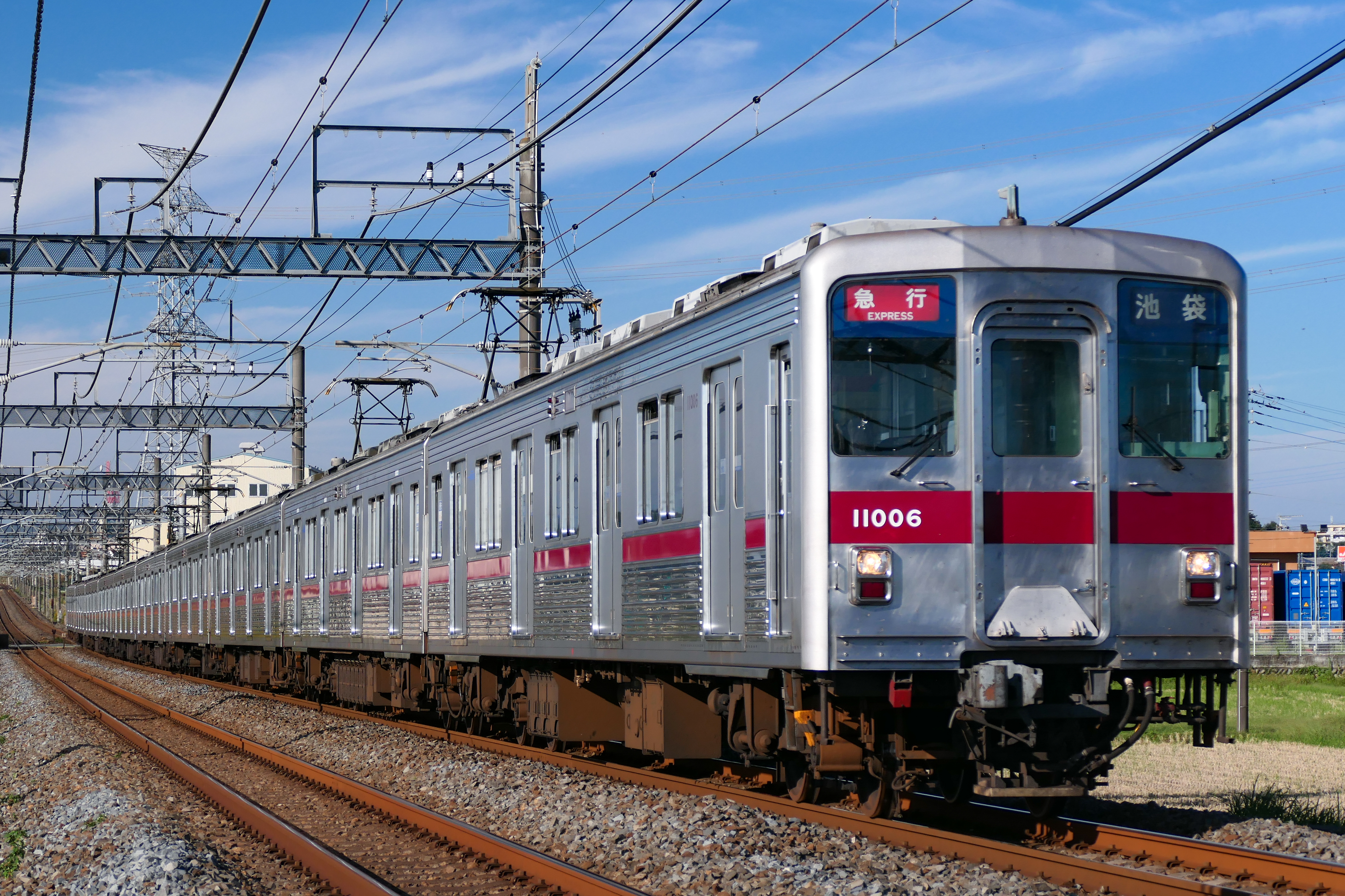
Tōbu série 10000
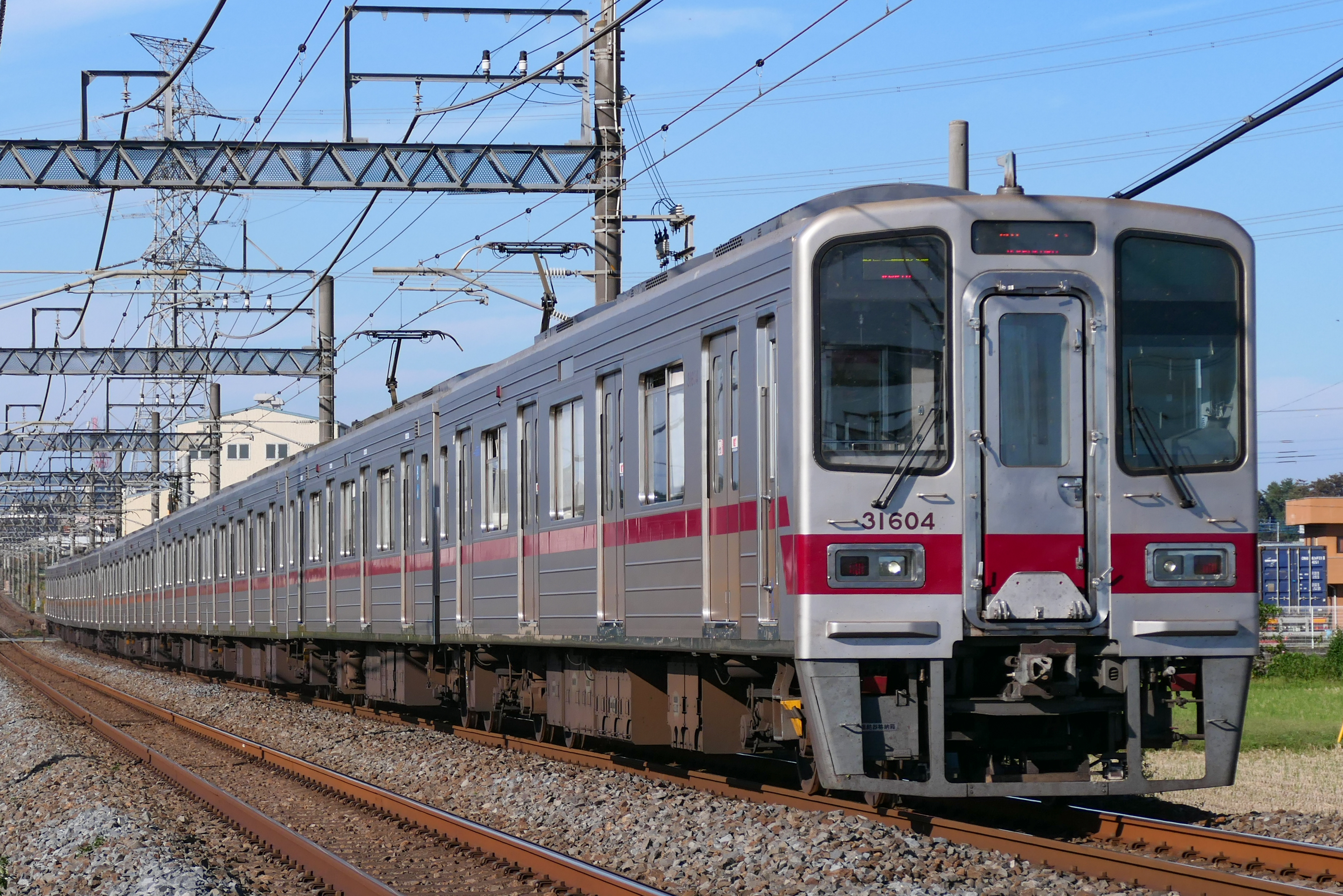
Tōbu série 30000
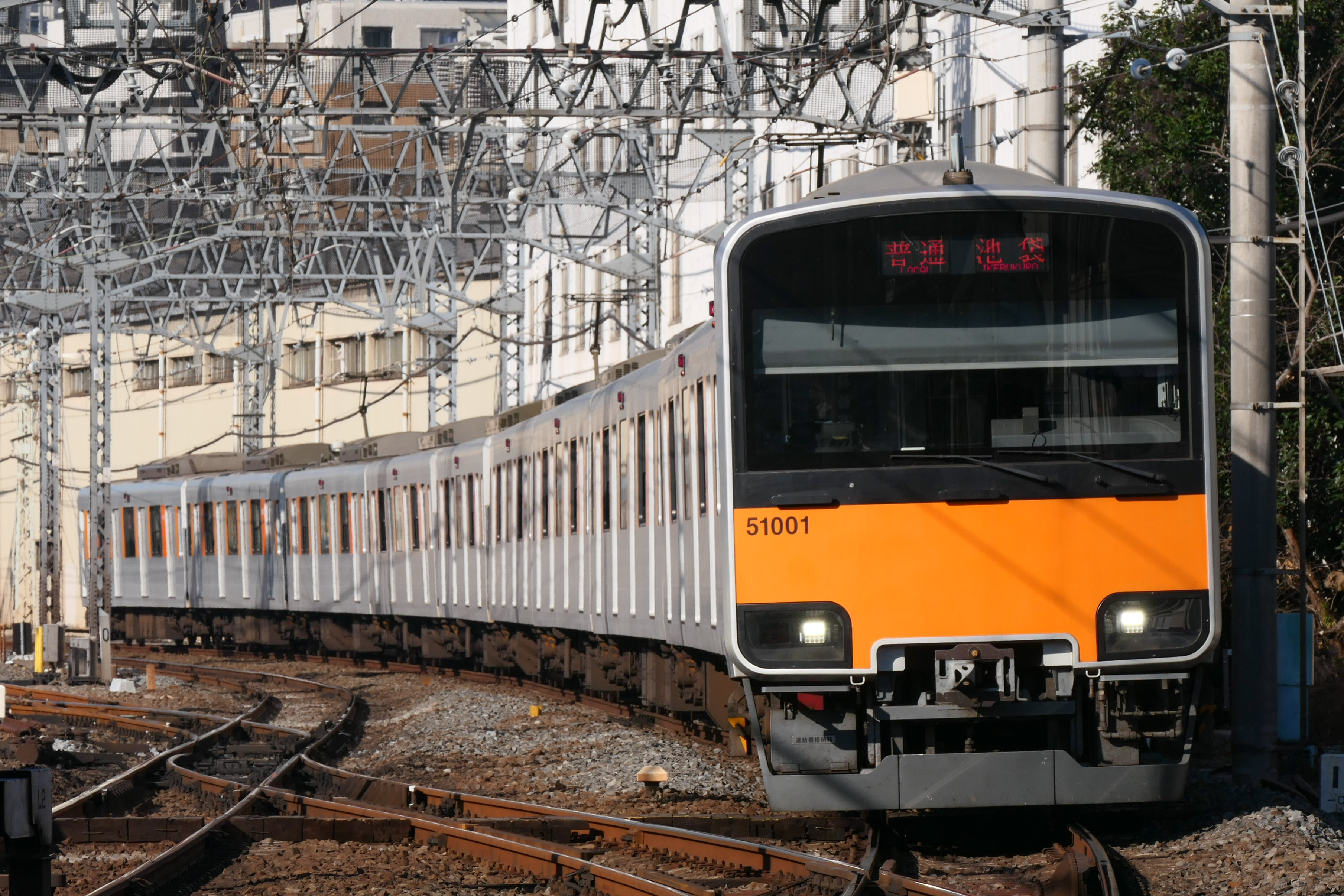
Tōbu série 50000
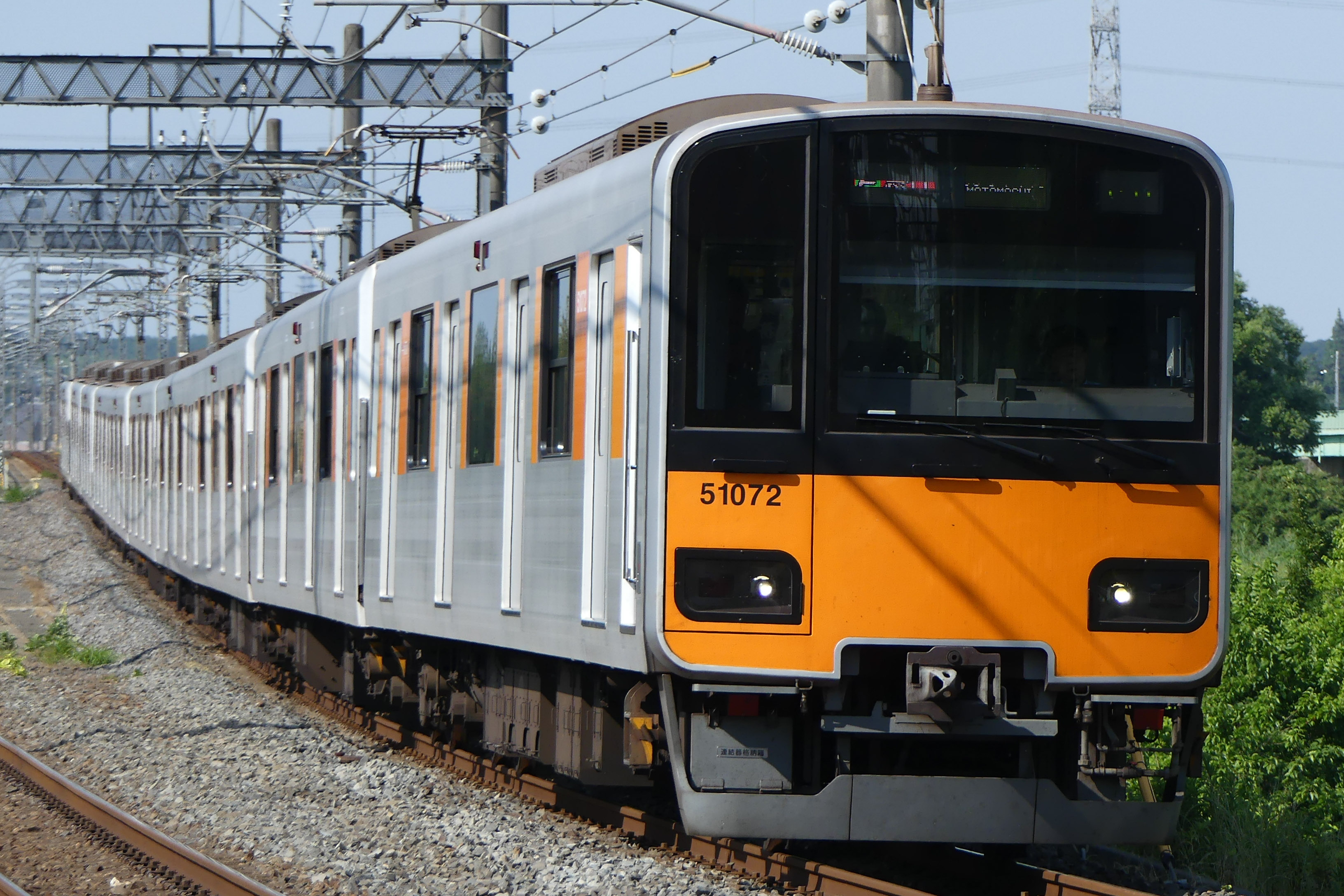
Tōbu série 50070
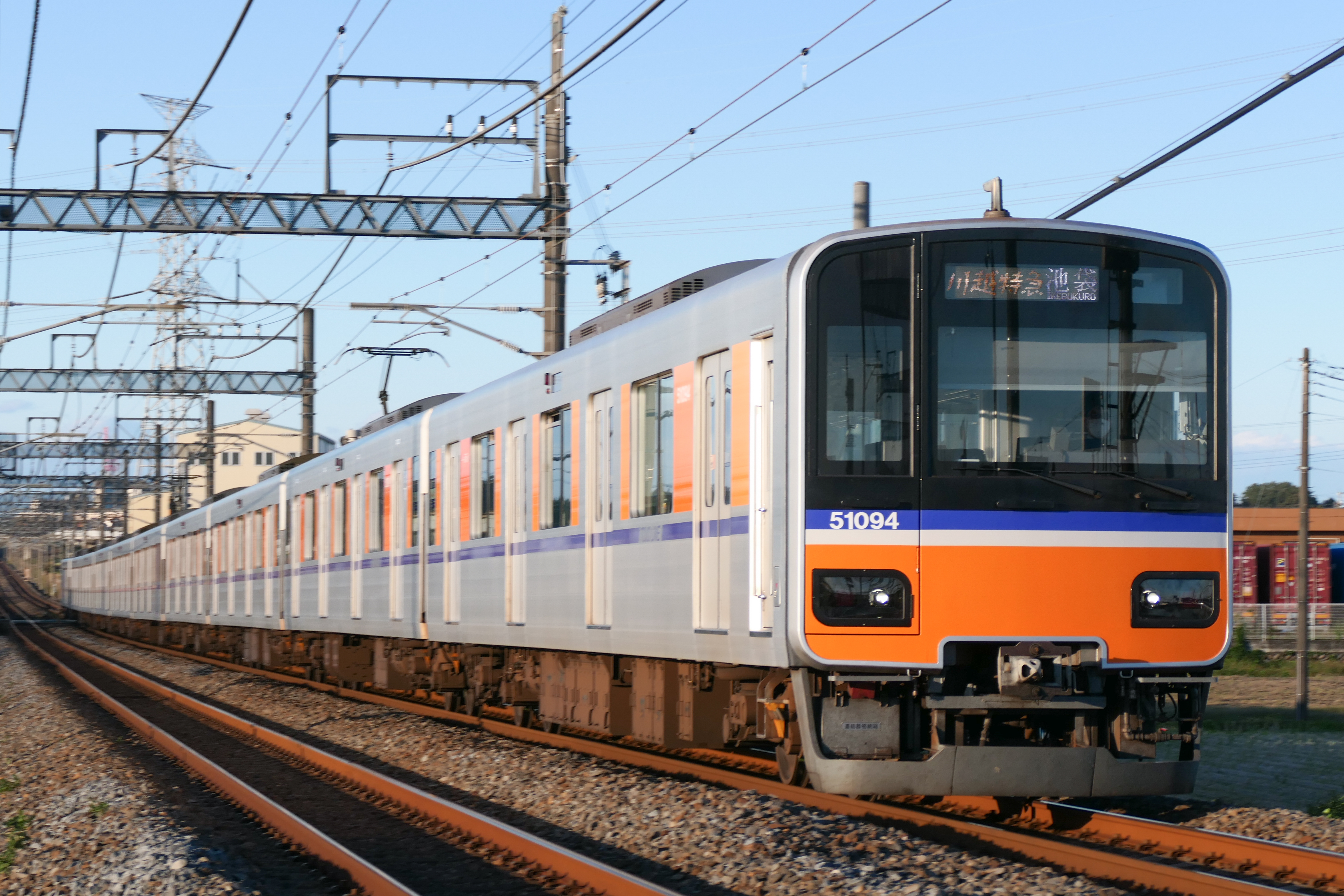
Tōbu série 50090
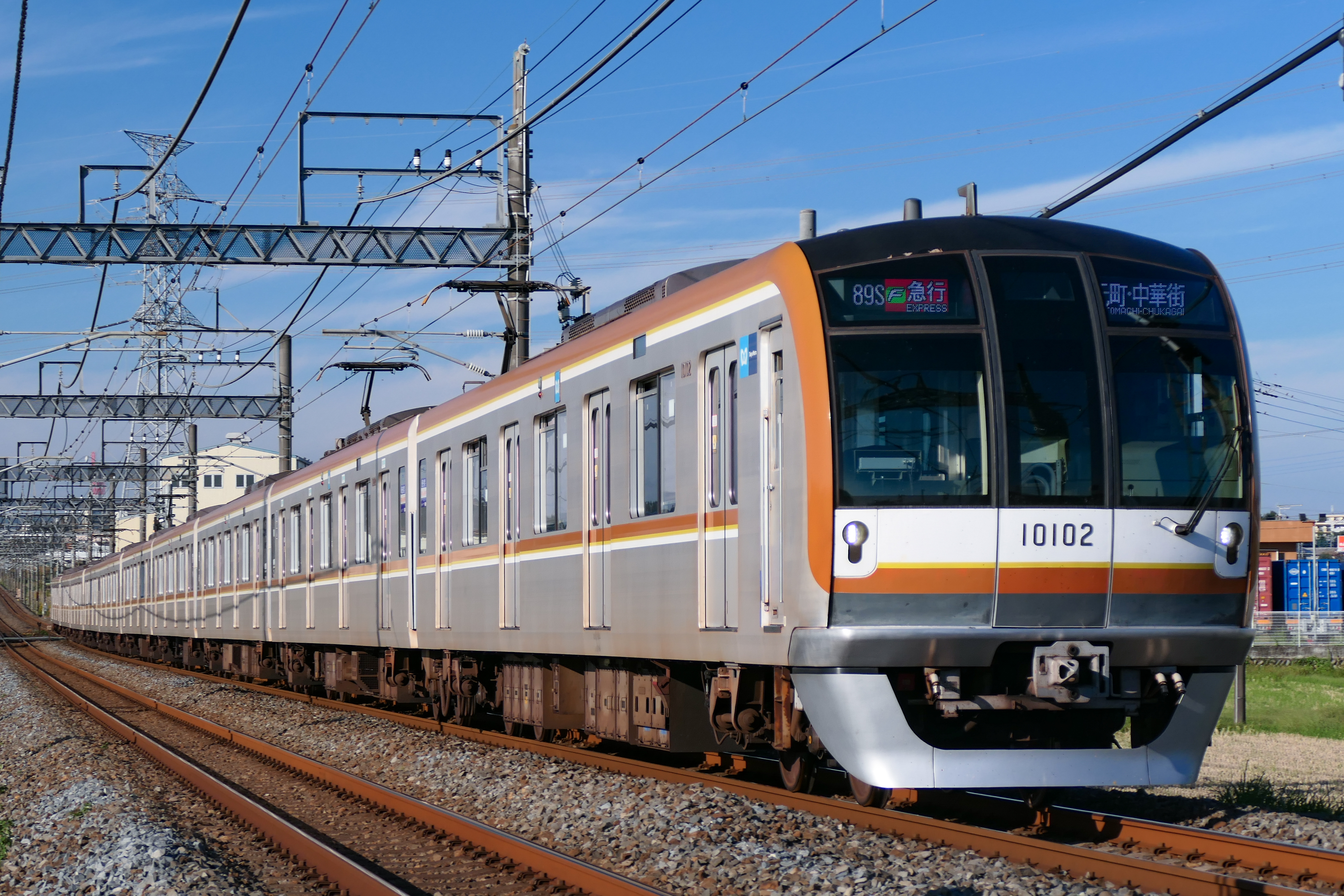
Tokyo Metro série 10000
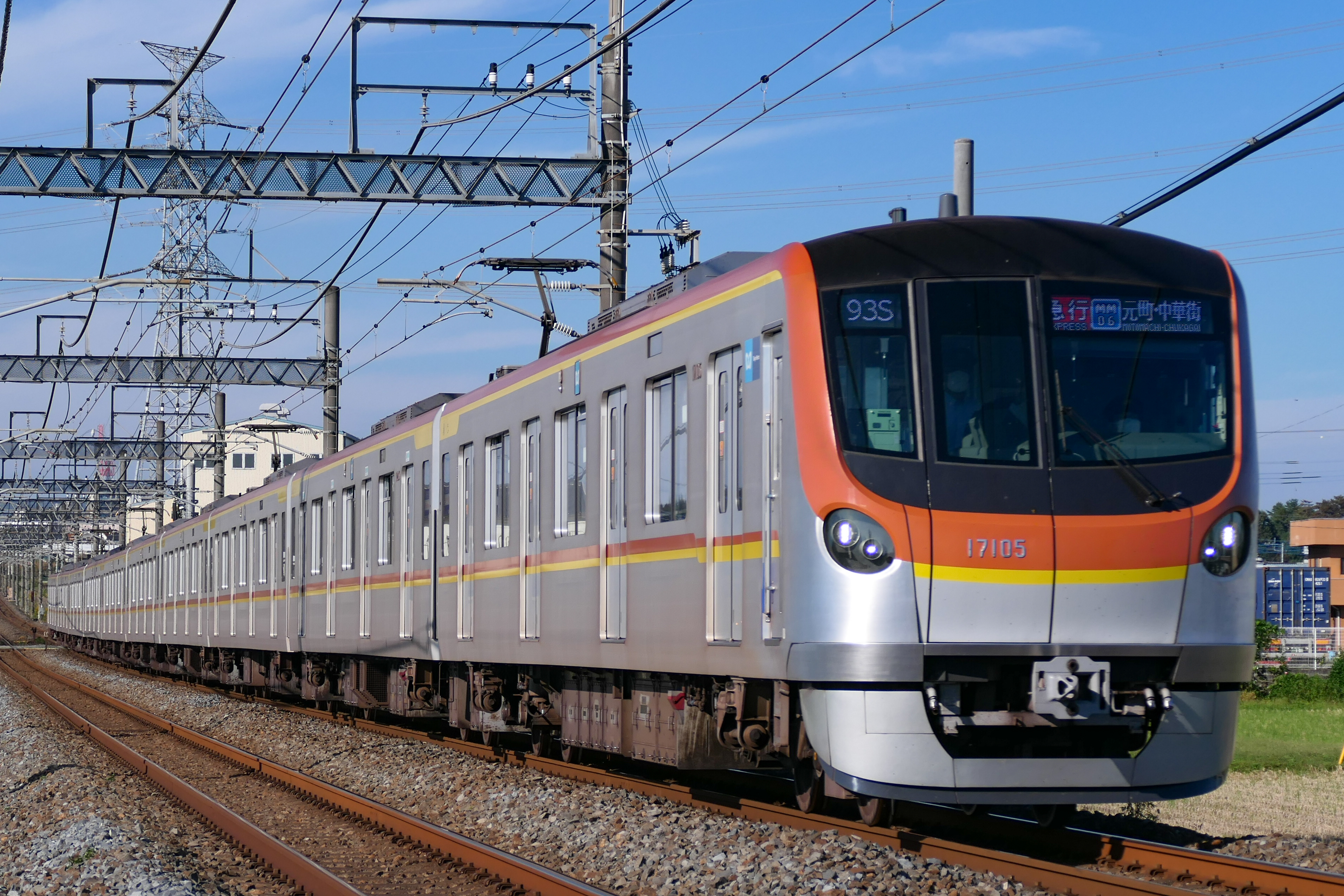
Tokyo Metro série 17000
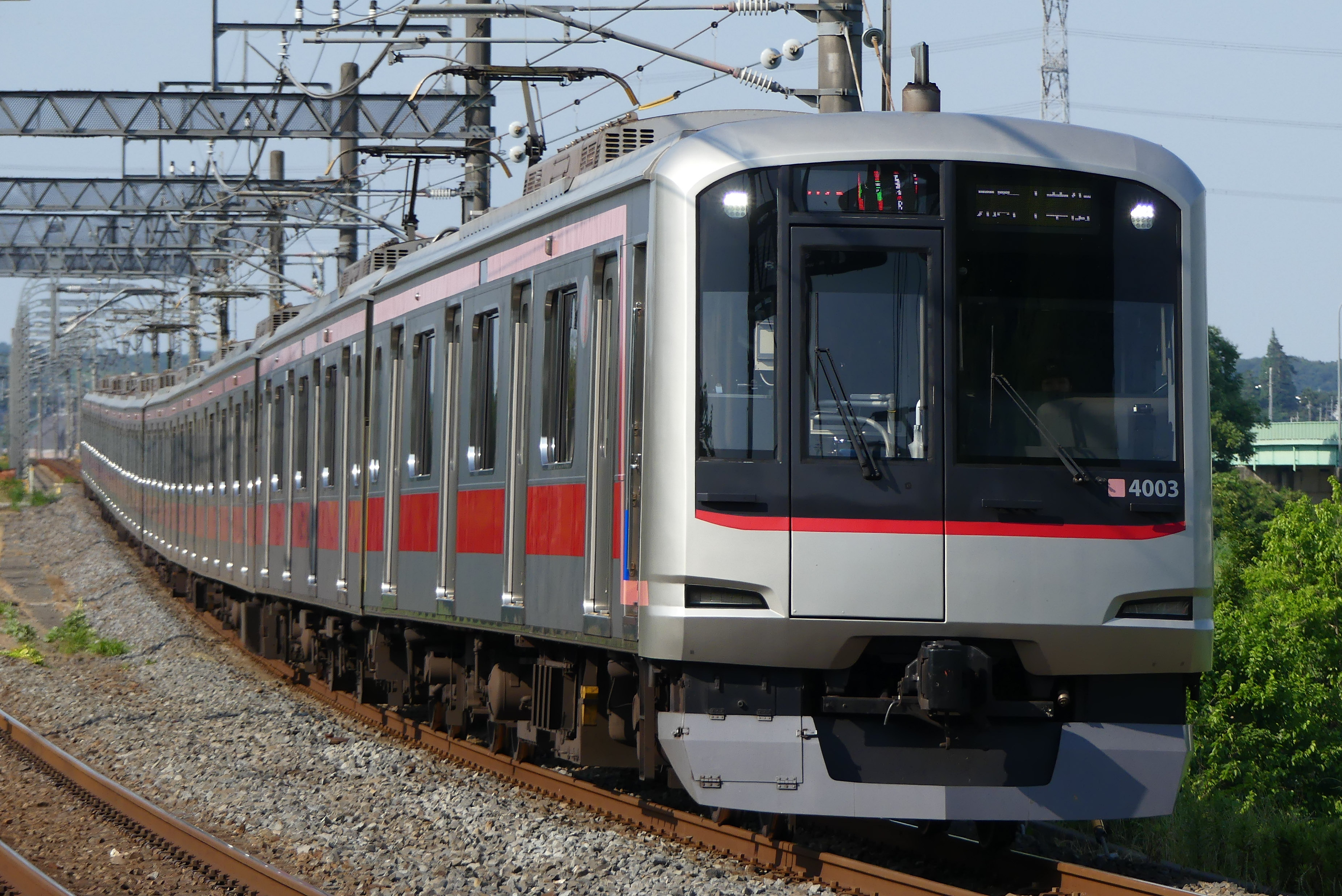
Tōkyū série 5050-4000
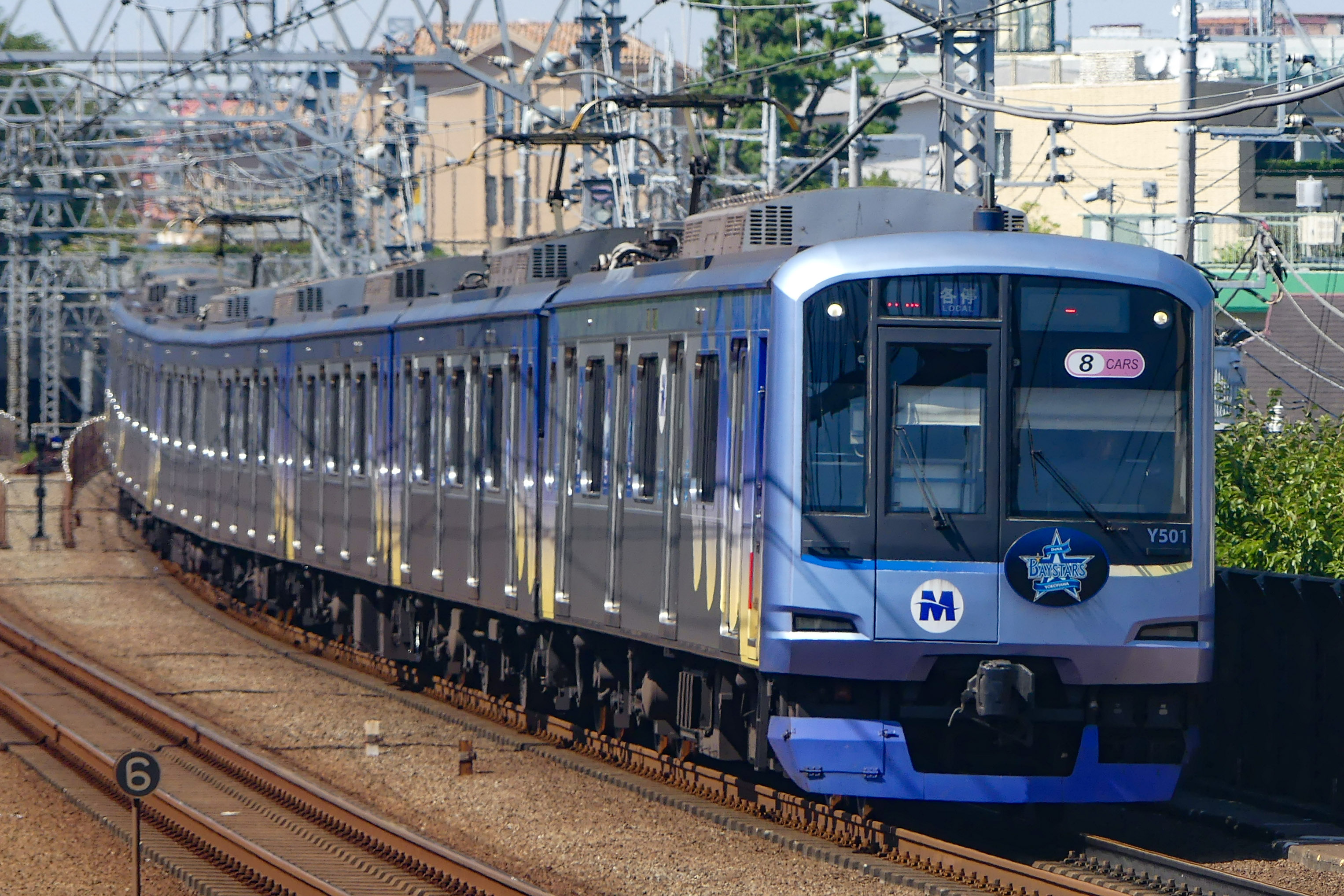
Yokohama Minatomirai Railway série Y500